# كرميات
الكرميات (الاسم العلمي: Vitales) هي رتبة نباتية تتبع طائفة ثنائيات الفلقة من صف كاسيات البذور.

## فصائل
- الكرمية
- الليانية